# Bakkenellike
Bakkenellike (Dianthus deltoides), ofte skrevet bakke-nellike, er en 10-20 cm høj urt, der vokser på overdrev og skrænter. Blomsterne har en fin nellikeduft.

## Beskrivelse
Bakkenellike er en flerårig urt med en tæppedannende, nedliggende til opstigende vækst. Stænglerne er spinkle og glatte med en fin, blålig dug. Bladene sidder modsat, og de er smalt lancetformede med hel rand. Oversiden er mørkt grågrøn, mens undersiden er lyst blågrå.
Blomstringen sker i juni-august, hvor man ser de endestillede, røde blomster spredt på planten. Blomsten er regelmæssig og femtallig med lyserøde til karminrøde kronblade, der bærer en mørktfarvet ring tæt ved svælget. Frugterne er kapsler med mange frø.
Rodnettet består af krybende stængler, som dels bærer de overjordiske skud og dels de trævlede rødder.
Højde x bredde og årlig tilvækst: 0,25 x 1 m (25 x 5 cm/år), heri ikke medregnet skud fra underjordske udløbere. Målene kan bruges til beregning af planteafstande i fx haver.

## Voksested
Arten er udbredt over det meste af Europa og findes helt ind i Centralasien og ned i Kashmir. Overalt foretrækker den solåbne voksesteder med lav vegetation (enge, heder, overdrev og sætere). I Danmark er den temmelig almindelig på overdrev, skrænter og sandet bund. Den mangler på Anholt.
I strandenge på Alrø findes planten sammen med bl.a. engelskgræs, rød svingel, strandasters, strandbede, strandmalurt, strandtrehage og strandvejbred.

## Anvendelse
Planten kan bruges som bunddække i stenbede, mellem knoldestensbelægninger og i hedebede. Kronbladene kan bruges som krydderi i en en snaps.
| Portal | Portal:Botanik |